# NGC 52
NGC 52 (również PGC 978 lub UGC 140) – galaktyka spiralna (Sc), znajdująca się w gwiazdozbiorze Pegaza. Odkrył ją William Herschel 18 września 1784 roku.